# 福井県農業試験場
福井県農業試験場（ふくいけんのうぎょうしけんじょう）は、福井県立の農業試験場。本場は福井市寮町にある。

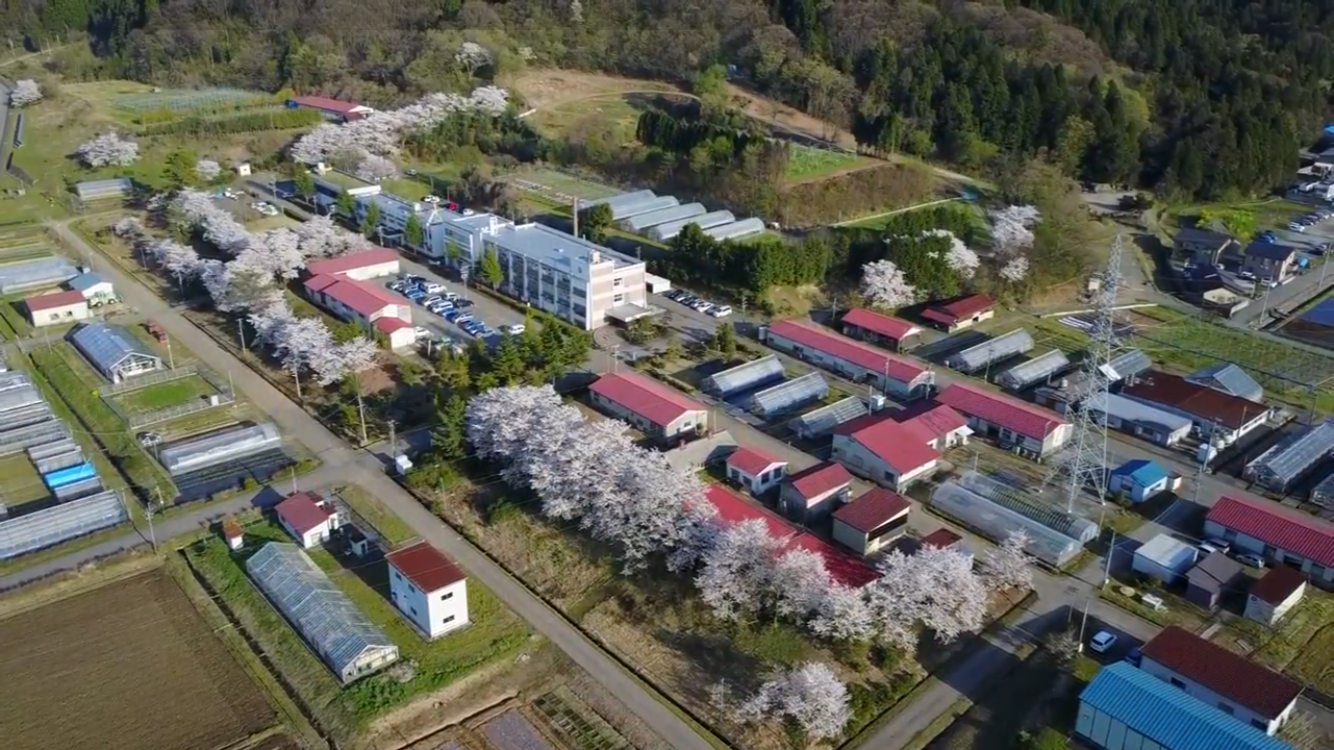
福井県農業試験場

水稲や園芸作物の育種や栽培、栽培環境（土壌、植物病理）、食品加工に関する研究や普及指導を行っている。水稲の品種コシヒカリを育成した。
この試験場で育成されたコメの系統には「越南」の品種名及び通し番号が付与される。

## コシヒカリの開発について
コシヒカリは「農林1号」と「農林22号」を掛け合わせたもので、戦争中の1944年、新潟県長岡市の農事試験場で誕生した。倒れやすく、イモチ病に弱かったことから、当初は無視されていた。しかし、粘り気があり、食味もよく、寒さに強いという長所があったことから、当時、福井県農事試験場にいた石墨慶一郎（1921年7月17日 - 2001年5月6日）が改良を進めた。1948年の福井大地震で試験田も大被害に遭ったが、湿田にわずかに残ったコシヒカリの株を年々改良。「越南17号」という試験名をつけて、他県にも種籾を配布し、1956年、「農林100号」と正式に命名登録された。その後コシヒカリは寒冷地を中心に全国に広まり、日本の米生産の3割を超えるトップ・ブランド米になった。

## 組織
- 管理室
庶務、会計、運営、管理、環境整備
- 企画・指導部
開発された新技術の生産現場への普及・指導
- 育種部
水稲や園芸作物の新品種の育成
- 栽培部
水稲、麦、大豆、野菜、果樹などの高品質・安定生産技術の開発
- 生産環境部
土壌環境（施肥技術など）および病害虫の研究

- 食品加工研究所
農林水産物の加工品の開発
- 園芸振興センター
開発された新技術の栽培実証試験、新規就農者研修

## アクセス
- 京福バス：54 岡保線「農業試験場入口」